# Semjon Konstantinovič Timošenko
Pojdi na navigacijoSkoči na iskanje
| Semion Konstantinovič Timošenko                                             |                                                                      |
| Državni komisar za obrambo ZSSR (1940 - 1941), na fotografiji iz leta 1940. |                                                                      |
| Rojstvo                                                                     | 18 februar, iz leta 1895 Furmanka , Besarab province , ruski imperij |
| Smrt                                                                        | 31. marec 1970 (75 let) Moskva , Sovjetska zveza                     |
| Državljanstvo                                                               | Ukrajinski                                                           |
| Vojaška kariera                                                             |                                                                      |
| Oborožene sile                                                              | Delavsko-kmečka rdeča armada                                         |
| Uvrstitev                                                                   | Maršal Sovjetske zveze                                               |
| Sodelovanje v bitkah                                                        |                                                                      |
| Vojne                                                                       | svetovna vojna prva ruska državljanska vojna svetovna vojna druga    |

Semion Konstantinovič Timošenko ( rusko. Семён Константинович Тимошенко ), ukr. Семен Костянтинович Тимошенко - Semen Kostantinovič Timošenko (* 18. februar 1895 - † 31. marec 1970 ) je bil častnik sovjetske vojske ukrajinskega porekla, maršal Sovjetske zveze (1940), dvakratni junak Sovjetske zveze (1940, 1940 , 1940. V letih 1940 - 1941 državni komisar za obrambo ZSSR (obrambni minister).
Med drugo svetovno vojno je vodil visoki šotor vrhovnega poveljstva , kasneje poveljnik jugozahodne strateške smeri in na kratko kot poveljnik rezervne fronte . Kasneje so mu zaupali pripravo novih enot. Od aprila 1942 poveljnik strateške smeri severnega Kavkaza in na kratko severnokavkaške fronte . Januarja 1943 je bil imenovan za poveljnika konjenice .

## Vsebina
- 1.Življenje
  - 1.1Mladost in zgodnja kariera
  - 1.2Medvojno obdobje
  - 1.3druga svetovna vojna
  - 1.4Povojna akcija
- 2.Reference
- 3.Drugi projekti
- 4.vir

## Življenje [ uredi | uredi vir ]

### Mladost in zgodnja kariera [ uredi | uredi vir ]
Rodil se je v kmečki družini v vasi Furmanka, danes Furmanovka okrožja Kilian v regiji Odesa v Ukrajini v takratnem ruskem cesarstvu . Končal je podeželsko šolo. Decembra 1914 je bil vpoklican v vojsko. Leta 1915 je končal šolanje za strojnico in služil na fronti prve svetovne vojne . Boril se je v 4. konjeniški diviziji na jugozahodni in zahodni fronti. Za pogum je bil odlikovan s križem sv. Juraja vse 3 stopnje.
V Rdeči armadi je služil od leta 1918 med državljansko vojno . Poveljeval je vodu in konjeniškemu eskadrilju . Avgusta 1918 je kot poveljnik polka sodeloval pri obrambi mesta Tsaritsyno . Od novembra 1918 mu je bilo zaupano vodstvo konjeniške brigade. Ta enota je bila od junija 1919 del SM Budonny Corps . Leta 1919 se je pridružil komunistični partiji. Od novembra 1919 do avgusta 1920 je poveljeval 6. in od oktobra 1921 4. konjeniški diviziji pod 1. konjeniško vojsko. Sodeloval je tudi v sovjetsko-poljski vojni . Med državljansko vojno je bil petkrat ranjen, vendar ni nikoli zapustil enote. Trikrat je bil odlikovan z redom Rdečega prapora in častni revolucionarni oklep.

### Medvojno obdobje [ uredi | uredi vir ]
V letih 1922 in 1927 je obiskoval vojaško-akademske tečaje in leta 1930 poveljniške tečaje na vojaško-politični akademiji NG Tolmačeva. Nato je poveljeval 3. in 6. konjeniškemu korpusu. Od avgusta 1933 je bil namestnik poveljnika beloruske in od septembra 1935 kijevskega vojaškega okrožja. Od junija 1937 je poveljeval enotam Severnega Kavkaza in od septembra 1937 Harkovskemu vojaškemu okrožju. 8. februarja 1938 mu je bil podeljen čin poveljnika 1. razreda in mu je bilo zaupano vodstvo Kijevskega posebnega vojaškega okrožja.

### 2. svetovna vojna [ uredi | uredi vir ]
Med invazijo sovjetskih vojakov na Poljsko leta 1939 je poveljeval ukrajinski fronti. Po neuspehu Vorošilova in Mereckova v napadu na Finsko je bil 7. januarja 1940 zadolžen za vodenje druge ofenzive Severozahodne fronte, ki je uspela prebiti linijo maniheima in prisiliti Fince k pogajanjem o miru. 21. marca 1940 je prejel naziv junak Sovjetske zveze . 7. maja 1940 je bil povišan v čin maršala. Od maja 1940 je bil državni komisar za obrambo ZSSR, kar je bil položaj obrambnega ministra, v katerem je nadomestil nesposobnega KJ Vorošilova. Kljub svoji konzervativnosti je videl potrebo po modernizaciji in reformi vojske. V tem obdobju je sprejel številne pomembne odločitve glede posodobitve in izboljšanja bojne sposobnosti vojakov, katerih poveljniški kadri so bili zaznamovani s stalinističnimi čistkami . Naročil je povečanje proizvodnje tankov in sodeloval pri uvajanju več ukazov, ki so Rdečo armado približali stari carski vojski.
Po začetku nemške invazije je bil 23. junija 1941 imenovan za predsednika Glavnega šotora Glavnega poveljstva (t. I. STAVKA ). Vendar to stališče ni bilo učinkovito, saj je moral vse njegove odločitve sprejeti JV Stalin , ki je dejansko poveljeval vojakom  . 10. julija 1941 je bil ustanovljen Glavni šotor vrhovnega poveljstva, ki mu je od 18. julija poveljeval Stalin. 19. julija je Stalin Timošenka odstavil s položaja komisarja za nacionalno obrambo in ga imenoval za namestnika komisarja za nacionalno obrambo, ki ga je sam imenoval. Timošenkova je ostala namestnica do septembra 1941.
Sodeloval je pri vodenju bojnih operacij med bitko pri Smolensku , ko je od 10. julija do 10. septembra 1941 poveljeval Zahodni fronti . S ceno velikih izgub je Sovjetom uspelo ustaviti bliskovito nemško napredovanje na Moskvo. 30. septembra 1941 je bila Timošenkova dodeljena za vodenje novonastale jugozahodne fronte, ki je branila najjužnejši del sovjetsko-nemške fronte. Tu je zamenjal S. M. kot poveljnika jugozahodne fronte . Budyonny v obrambi Kijeva. Najprej je v skladu s stavkovnim ukazom spodbujal zasedbo položajev, po seznanitvi z razmerami na fronti pa se je strinjal z generalnim poslancem Kirponosom in VI Tupikovom.ki je mestu svetoval umik. Pod Stalinovim pritiskom umik pred bližajočo se obleganje vzhodno od Kijeva ni bil izveden dovolj zgodaj in izgubljena je bila velika količina delovne sile in vojaške opreme. Timošenko so evakuirali iz obleganega mesta, njegova podrejena Kirponos in Tupikov sta padla, ko sta se želela prebiti iz obleganja.
Konec novembra 1941 je poveljeval protinapad, katerega cilj je bil ponovno pridobiti Rostov na Donu. Te bojne operacije so bile eden prvih porazov nemških čet na vzhodni fronti, med katerimi so se bili Nemci prisiljeni širše umakniti. Spomladi 1942 je poveljeval operacijo Harkov , v kateri so njegove sile zaradi nemških protinapadov oblegale in utrpele zelo velike izgube.
Od 12. do 23. julija je na kratko poveljeval Staljingradski fronti . Nato je od oktobra 1942 do marca 1943 dobil poveljstvo severozahodne fronte , kjer je vodil neuspešno Demianovo operacijo . Pozneje je služboval kot koordinator vrhovnega poveljstva vrhovnega poveljstva na različnih odsekih fronte. Od marca do junija 1943 je med starorusko operacijo , ki se je prav tako brez večjega uspeha končala z velikimi izgubami sovjetskih čet , koordiniral operacije Leningradske in Volhovske fronte . Od junija do decembra 1943 je nadzoroval delovanje severnokavkaške frontein Črnomorska flota. Od februarja do junija 1944 2. in 3. baltiška fronta, od avgusta do konca vojne pa na 2., 3. in 4. ukrajinski fronti.

### Povojna dejavnost [ uredi | uredi vir ]
Po vojni v letih 1945 in 1946 je bil poveljnik v beloruskih Baranovičih . Še 3 leta na južnem Uralu in kasneje spet v Belorusiji. Leta 1960 je bil imenovan za generalnega inšpektorja obrambnega ministrstva, kar je bilo bolj ali manj častno. Od leta 1961 do svoje smrti je predsedoval Svetu odbora vojnih veteranov . Umrl je v Moskvi leta 1970.
Pojdi na navigacijoSkoči na iskanje
| Semion Konstantinovič Timošenko                                             |                                                                      |
| Državni komisar za obrambo ZSSR (1940 - 1941), na fotografiji iz leta 1940. |                                                                      |
| Rojstvo                                                                     | 18 februar, iz leta 1895 Furmanka , Besarab province , ruski imperij |
| Smrt                                                                        | 31. marec 1970 (75 let) Moskva , Sovjetska zveza                     |
| Državljanstvo                                                               | Ukrajinski                                                           |
| Vojaška kariera                                                             |                                                                      |
| Oborožene sile                                                              | Delavsko-kmečka rdeča armada                                         |
| Uvrstitev                                                                   | Maršal Sovjetske zveze                                               |
| Sodelovanje v bitkah                                                        |                                                                      |
| Vojne                                                                       | svetovna vojna prva ruska državljanska vojna svetovna vojna druga    |

Semion Konstantinovič Timošenko ( rusko. Семён Константинович Тимошенко ), ukr. Семен Костянтинович Тимошенко - Semen Kostantinovič Timošenko (* 18. februar 1895 - † 31. marec 1970 ) je bil častnik sovjetske vojske ukrajinskega porekla, maršal Sovjetske zveze (1940), dvakratni junak Sovjetske zveze (1940, 1940 , 1940. V letih 1940 - 1941 državni komisar za obrambo ZSSR (obrambni minister).
Med drugo svetovno vojno je vodil visoki šotor vrhovnega poveljstva , kasneje poveljnik jugozahodne strateške smeri in na kratko kot poveljnik rezervne fronte . Kasneje so mu zaupali pripravo novih enot. Od aprila 1942 poveljnik strateške smeri severnega Kavkaza in na kratko severnokavkaške fronte . Januarja 1943 je bil imenovan za poveljnika konjenice .

## Vsebina
- 1.Življenje
  - 1.1Mladost in zgodnja kariera
  - 1.2Medvojno obdobje
  - 1.3druga svetovna vojna
  - 1.4Povojna akcija
- 2.Reference
- 3.Drugi projekti
- 4.vir

## Življenje [ uredi | uredi vir ]

### Mladost in zgodnja kariera [ uredi | uredi vir ]
Rodil se je v kmečki družini v vasi Furmanka, danes Furmanovka okrožja Kilian v regiji Odesa v Ukrajini v takratnem ruskem cesarstvu . Končal je podeželsko šolo. Decembra 1914 je bil vpoklican v vojsko. Leta 1915 je končal šolanje za strojnico in služil na fronti prve svetovne vojne . Boril se je v 4. konjeniški diviziji na jugozahodni in zahodni fronti. Za pogum je bil odlikovan s križem sv. Juraja vse 3 stopnje.
V Rdeči armadi je služil od leta 1918 med državljansko vojno . Poveljeval je vodu in konjeniškemu eskadrilju . Avgusta 1918 je kot poveljnik polka sodeloval pri obrambi mesta Tsaritsyno . Od novembra 1918 mu je bilo zaupano vodstvo konjeniške brigade. Ta enota je bila od junija 1919 del SM Budonny Corps . Leta 1919 se je pridružil komunistični partiji. Od novembra 1919 do avgusta 1920 je poveljeval 6. in od oktobra 1921 4. konjeniški diviziji pod 1. konjeniško vojsko. Sodeloval je tudi v sovjetsko-poljski vojni . Med državljansko vojno je bil petkrat ranjen, vendar ni nikoli zapustil enote. Trikrat je bil odlikovan z redom Rdečega prapora in častni revolucionarni oklep.

### Medvojno obdobje [ uredi | uredi vir ]
V letih 1922 in 1927 je obiskoval vojaško-akademske tečaje in leta 1930 poveljniške tečaje na vojaško-politični akademiji NG Tolmačeva. Nato je poveljeval 3. in 6. konjeniškemu korpusu. Od avgusta 1933 je bil namestnik poveljnika beloruske in od septembra 1935 kijevskega vojaškega okrožja. Od junija 1937 je poveljeval enotam Severnega Kavkaza in od septembra 1937 Harkovskemu vojaškemu okrožju. 8. februarja 1938 mu je bil podeljen čin poveljnika 1. razreda in mu je bilo zaupano vodstvo Kijevskega posebnega vojaškega okrožja.

### 2. svetovna vojna [ uredi | uredi vir ]
Med invazijo sovjetskih vojakov na Poljsko leta 1939 je poveljeval ukrajinski fronti. Po neuspehu Vorošilova in Mereckova v napadu na Finsko je bil 7. januarja 1940 zadolžen za vodenje druge ofenzive Severozahodne fronte, ki je uspela prebiti linijo maniheima in prisiliti Fince k pogajanjem o miru. 21. marca 1940 je prejel naziv junak Sovjetske zveze . 7. maja 1940 je bil povišan v čin maršala. Od maja 1940 je bil državni komisar za obrambo ZSSR, kar je bil položaj obrambnega ministra, v katerem je nadomestil nesposobnega KJ Vorošilova. Kljub svoji konzervativnosti je videl potrebo po modernizaciji in reformi vojske. V tem obdobju je sprejel številne pomembne odločitve glede posodobitve in izboljšanja bojne sposobnosti vojakov, katerih poveljniški kadri so bili zaznamovani s stalinističnimi čistkami . Naročil je povečanje proizvodnje tankov in sodeloval pri uvajanju več ukazov, ki so Rdečo armado približali stari carski vojski.
Po začetku nemške invazije je bil 23. junija 1941 imenovan za predsednika Glavnega šotora Glavnega poveljstva (t. I. STAVKA ). Vendar to stališče ni bilo učinkovito, saj je moral vse njegove odločitve sprejeti JV Stalin , ki je dejansko poveljeval vojakom  . 10. julija 1941 je bil ustanovljen Glavni šotor vrhovnega poveljstva, ki mu je od 18. julija poveljeval Stalin. 19. julija je Stalin Timošenka odstavil s položaja komisarja za nacionalno obrambo in ga imenoval za namestnika komisarja za nacionalno obrambo, ki ga je sam imenoval. Timošenkova je ostala namestnica do septembra 1941.
Sodeloval je pri vodenju bojnih operacij med bitko pri Smolensku , ko je od 10. julija do 10. septembra 1941 poveljeval Zahodni fronti . S ceno velikih izgub je Sovjetom uspelo ustaviti bliskovito nemško napredovanje na Moskvo. 30. septembra 1941 je bila Timošenkova dodeljena za vodenje novonastale jugozahodne fronte, ki je branila najjužnejši del sovjetsko-nemške fronte. Tu je zamenjal S. M. kot poveljnika jugozahodne fronte . Budyonny v obrambi Kijeva. Najprej je v skladu s stavkovnim ukazom spodbujal zasedbo položajev, po seznanitvi z razmerami na fronti pa se je strinjal z generalnim poslancem Kirponosom in VI Tupikovom.ki je mestu svetoval umik. Pod Stalinovim pritiskom umik pred bližajočo se obleganje vzhodno od Kijeva ni bil izveden dovolj zgodaj in izgubljena je bila velika količina delovne sile in vojaške opreme. Timošenko so evakuirali iz obleganega mesta, njegova podrejena Kirponos in Tupikov sta padla, ko sta se želela prebiti iz obleganja.
Konec novembra 1941 je poveljeval protinapad, katerega cilj je bil ponovno pridobiti Rostov na Donu. Te bojne operacije so bile eden prvih porazov nemških čet na vzhodni fronti, med katerimi so se bili Nemci prisiljeni širše umakniti. Spomladi 1942 je poveljeval operacijo Harkov , v kateri so njegove sile zaradi nemških protinapadov oblegale in utrpele zelo velike izgube.
Od 12. do 23. julija je na kratko poveljeval Staljingradski fronti . Nato je od oktobra 1942 do marca 1943 dobil poveljstvo severozahodne fronte , kjer je vodil neuspešno Demianovo operacijo . Pozneje je služboval kot koordinator vrhovnega poveljstva vrhovnega poveljstva na različnih odsekih fronte. Od marca do junija 1943 je med starorusko operacijo , ki se je prav tako brez večjega uspeha končala z velikimi izgubami sovjetskih čet , koordiniral operacije Leningradske in Volhovske fronte . Od junija do decembra 1943 je nadzoroval delovanje severnokavkaške frontein Črnomorska flota. Od februarja do junija 1944 2. in 3. baltiška fronta, od avgusta do konca vojne pa na 2., 3. in 4. ukrajinski fronti.

### Povojna dejavnost [ uredi | uredi vir ]
Po vojni v letih 1945 in 1946 je bil poveljnik v beloruskih Baranovičih . Še 3 leta na južnem Uralu in kasneje spet v Belorusiji. Leta 1960 je bil imenovan za generalnega inšpektorja obrambnega ministrstva, kar je bilo bolj ali manj častno. Od leta 1961 do svoje smrti je predsedoval Svetu odbora vojnih veteranov . Umrl je v Moskvi leta 1970.